# Risto Punkka
Risto Kalevi Punkka (ur. 19 marca 1957 w Lemi, zm. w lipcu 2014) – fiński biathlonista, olimpijczyk.

## Kariera
W Pucharze Świata zadebiutował w sezonie 1982/1983. W zawodach tego cyklu jeden raz stanął na podium: 7 stycznia 1984 roku w Falun był drugi w sprincie. Rozdzielił tam na podium Algimantasa Šalnę z ZSRR oraz Norwega Eirika Kvalfossa. W klasyfikacji generalnej sezonu 1983/1984 zajął ostatecznie 16. miejsce.
W 1983 roku wystąpił na mistrzostwach świata w Anterselvie, gdzie zajął 22. miejsce w biegu indywidualnym, szesnaste w sprincie i piąte w sztafecie. Podczas rozgrywanych dwa lata później mistrzostw świata w Ruhpolding zajął 42. miejsce w biegu indywidualnym i siódme w sztafecie. W 1984 roku brał udział w igrzyskach olimpijskich w Sarajewie, zajmując 34. miejsce w sprincie.

## Osiągnięcia

### Igrzyska olimpijskie
| Rok  | Miejscowość | Konkurencje | Konkurencje | Konkurencje | Konkurencje | Konkurencje | Konkurencje | Konkurencje |
| Rok  | Miejscowość | IN          | SP          | PU          | MS          | RL          | MR          | SR          |
| ---- | ----------- | ----------- | ----------- | ----------- | ----------- | ----------- | ----------- | ----------- |
| 1984 | Sarajewo    | –           | 34.         | nd.         | nd.         | –           | nd.         | –           |

### Mistrzostwa świata
| Rok  | Miejscowość | Konkurencje | Konkurencje | Konkurencje | Konkurencje | Konkurencje | Konkurencje | Konkurencje |
| Rok  | Miejscowość | IN          | SP          | PU          | MS          | RL          | MR          | SR          |
| ---- | ----------- | ----------- | ----------- | ----------- | ----------- | ----------- | ----------- | ----------- |
| 1983 | Anterselva  | 22.         | 16.         | nd.         | nd.         | 5.          | nd.         | –           |
| 1985 | Ruhpolding  | 42.         | –           | nd.         | nd.         | 7.          | nd.         | –           |

### Puchar Świata

#### Miejsca w klasyfikacji generalnej
| Sezon     | Miejsce |
| --------- | ------- |
| 1982/1983 | 25.     |
| 1983/1984 | 16.     |
| 1984/1985 | 58.     |
| 1985/1986 | ?       |
| 1986/1987 | -       |

#### Miejsca na podium chronologicznie
| Lp. | Dzień      | Rok  | Miejscowość | Konkurencja                | Lokata | Pudła | Czas biegu | Strata | Zwycięzca      |
| --- | ---------- | ---- | ----------- | -------------------------- | ------ | ----- | ---------- | ------ | -------------- |
| 1.  | 7 stycznia | 1984 | Falun       | Bieg indywidualny na 20 km | 2.     | 0+0   | 29:59,6    | +6,8   | Eirik Kvalfoss |